# Ondřej Lochman
Ondřej Lochman (* 30. října 1980) je český politik a pedagog, od roku 2024 senátor za obvod č. 38 – Mladá Boleslav, v letech 2021 až 2024 poslanec Poslanecké sněmovny PČR, v letech 2020 až 2024 zastupitel Středočeského kraje, v letech 2014 až 2022 starosta města Mnichovo Hradiště na Mladoboleslavsku, člen hnutí STAN.

## Život
V letech 1994 až 1998 absolvoval Střední průmyslovou školu Mladá Boleslav a poté Kentucky Todd Central High School. Mezi roky 2000 a 2005 vystudoval magisterský obor učitelství pro 2. stupeň základní školy s aprobací anglický jazyk a občanská výchova na Technické univerzitě v Liberci (získal titul Mgr.). Následně v letech 2005 až 2009 absolvoval doktorské studium v oboru obecná pedagogika se zaměřením na komparativní pedagogiku a evropskou dimenzi ve vzdělávání na Univerzitě Karlově v Praze (získal titul Ph.D.).
V letech 1998 až 2005 se živil jako webdesigner. Mezi roky 2005 a 2010 působil jako lektor vzdělávacích kurzů pro učitele a vychovatele, moderátor konferencí a vzdělávacích akcí. Jako lektor vytvořil více než 80 vzdělávacích kurzů ve více než 30 zemích. V letech 2010 až 2012 byl zaměstnaný jako odborný pracovník na Národním institutu pro další vzdělávání Ministerstva školství, mládeže a tělovýchovy ČR, kde se podílel na tvorbě a implementaci strategie pro neformální vzdělávání mládeže v rámci EU. Mezi roky 2012 a 2012 byl ředitelem obecně prospěšné společnosti / nadace, která pro Českou republiku zaštiťuje Mezinárodní cenu Vévody z Edinburghu, která se zaměřuje na vzdělávání talentované mládeže.
Ondřej Lochman žije ve městě Mnichovo Hradiště na Mladoboleslavsku, konkrétně v části Veselá.

## Politické působení
V komunálních volbách v roce 2014 byl jako nezávislý zvolen zastupitelem města Mnichovo Hradiště, a to z pozice lídra kandidátky subjektu „ŽIJEME PRO HRADIŠTĚ“. V listopadu 2014 se navíc stal starostou města. Mandát zastupitele města obhájil ve volbách v roce 2018 opět jako nezávislý lídr na kandidátce subjektu „ŽIJEME PRO HRADIŠTĚ“. V listopadu 2018 se stal po druhé starostou města. I ve volbách v roce 2022 obhájil mandát zastupitele města jako člen hnutí STAN na kandidátce subjektu „ŽIJEME PRO HRADIŠTĚ“. Dne 24. října 2022 ale odešel z postu starosty města, stal se však 2. místostarostou.
V krajských volbách v roce 2016 kandidoval jako nestraník za hnutí STAN do Zastupitelstva Středočeského kraje, ale neuspěl. Zvolen byl až ve volbách v roce 2020 již jako člen hnutí STAN. V krajských volbách v roce 2024 se mu post zastupitele kraje nepodařilo obhájit.
Ve volbách do Poslanecké sněmovny PČR v roce 2017 kandidoval jako nestraník za hnutí STAN ve Středočeském kraji, ale neuspěl. Ve volbách do Poslanecké sněmovny PČR v roce 2021 kandidoval již jako člen hnutí STAN na 4. místě kandidátky koalice Piráti a Starostové ve Středočeském kraji. Vlivem 27 656 preferenčních hlasů však nakonec skončil druhý, a byl tak zvolen poslancem. Mandát poslance mu zanikl po zvolení senátorem v roce 2024.
Ve volbách do Senátu PČR v roce 2024 kandidoval za hnutí STAN za koalici „STAN a SLK“ v obvodu č. 38 – Mladá Boleslav. Jeho kandidaturu podpořili i Piráti. V prvním kole vyhrál, když získal 35,74 % hlasů. Ve druhém kole se utkal s členem hnutí ANO Igorem Karenem, kterého porazil poměrem 60,84 % : 39,15 % hlasů, a stal se tak senátorem. V květnu 2025 byl zvolen členem předsednictva hnutí STAN.